# Elena Rykova
Ielena Rikova, rus: Елена Рыкова, coneguda habitualment com a Elena Rykova, és una compositora russa nascuda a Ufà l'any 1991. Va estudiar piano, composició i direcció. Després de graduar-se, va seguir els seus estudis de composició al Conservatori de Moscou amb el professor Yuri Kasparov. El 2015 va començar un master en composició a la Universitat de Música i Dansa de Colònia amb el professor Johannes Schöllhorn. Des del 2016 està cursant el doctorat a la Universitat Harvard, estudiant composició instrumental amb la professora Chaya Czernowin i composició electroacústica amb el professor Hans Tutschku.

## Obra[3]
- Playing shimmy (2011), per a clarinet
- The Mirror of Galadriel (2012), performance musical
- Purple Haze (2013), per a acordió
- Alone against the wall (2013), per a ensemble
- Quest # (2013), per a ensemble
- TypewritERyk (2013), per a clarinet, flauta i acordió
- Stop at the next cloud or I'll turn into a scorpion (2013), quintet
- Marionette (2014), per a violí amplificat
- A blink of the evanescent smile (2014/2015), trio
- The Codex of a Wolverine (2014/2015), per a orquestra simfònica
- One Step to the Portal/ work in progress (2015), per a clarinet
- Brain-ring (2013/2015), per a quartet de saxòfons
- 101% mind uploading (2015), trio
- Bat Jamming (2015), duo
- Life expectancy. Experience #1. The Sun (2015/2016), septet
- You exist and I am an illusion (2016), per a percussió i violoncel
- Life expectancy. Experience #2. Your Moon (2016), trio
- Cryptic Thingness (2016), obra electroacústica
- Subito Dodo (2017), quintet de percussió[4]